# Gerhard von Haniel
Pour les articles homonymes, voir Haniel (homonymie).
Gerhard Friedrich Paul Georg Wilhelm von Haniel, ou Haniel-Niethammer (1888-1955) est un peintre allemand. Il est surtout connu pour ses paysages, ses natures mortes, ses nus et ses portraits.

## Biographie
Fils aîné du lieutenant Eugen Gustav Heinrich von Haniel-Niethammer (1852-1935) et de la baronne Alma Maria Adolfine von Niethammer (1864-1942), Gerhard von Haniel naît le 19 septembre 1888 à Sarrebourg, pendant la première annexion allemande. Le talent artistique précoce du jeune Gerhard est encouragé par ses parents. 
Après son "Abitur" passé à Cologne, Gerhard von Haniel part à Munich, puis à Berlin. Là, il prend des cours de dessin et de peinture avec Dora Hitz, peintre de la maison royale de Roumanie. En 1907, il devient aussi l'élève du peintre Lovis Corinth, qui dirigeait alors une école d'art privée. Gerhard von Haniel se rend à Munich pour parfaire sa formation artistique à l'Académie des beaux-arts de Munich. De 1928 à 1935, Gerhard von Haniel mène à Paris une vie de bohème. Il est fortement influencé par l'art d'Henri Matisse. Il effectue aussi des voyages d'étude en Espagne et en Italie. De retour en Allemagne, il s'installe à Munich, puis à Tegernsee. 
L'artiste meurt le 22 février 1955, à Munich. Il est le frère de Fritz von Haniel-Niethammer, homme politique du CSU.

## Œuvre
- Korsika, (H/T) 1923.
- Parkanlage in Paris, (H/T) 1925.
- Seinebrücke, (H/T) 1927.
- Landschaft bei Herrsching am Ammersee, (H/T) 1937.
- Stillleben mit Obstschale, (H/T). 1940
- Tegernsee, (H/T) 1949.
- Bildnis Frau, (H/T) 1951.
- Hafen von Genua, (H/T) 1953.

## Sources
- Bruckmanns :Lexikon der Münchner Kunst. Münchner Maler im 19./20. Jahrhundert, vol.5, Munich, 1993 (p. 346).